# Oxidációs szám
Az oxidációs szám a kémiában az egyes atomok oxidációs állapotának leírására szolgáló előjeles szám. Az elemi állapotú anyagok oxidációs száma 0 (nulla), a pozitív értékek oxidált, a negatív értékek pedig redukált állapotra utalnak. Az oxidációs számok a redoxireakciók (lásd még: reakciók) során változhatnak meg.
Az oxidációs szám jelzi az egyes atomok fiktív vagy valós elektromos töltését.

## Az oxidációs számok kiszámolásának szabályai
- Az elemi állapotú anyagok oxidációs száma mindig 0 (például az elemi kén, a hidrogéngáz, oxigén stb.)
- Egyatomos ionoknak az oxidációs száma megegyezik az ion töltésével.
- A fluor mindig −1 oxidációs számot kap a vegyületeiben.
- Vegyületeiben az oxigén legtöbbször −2 oxidációfokú, kivéve a peroxidokat és a szuperoxidokat, ezekben −1, illetve −0.5; valamint a fluorral alkotott vegyületeit, melyekben +1.
- Vegyületeiben a hidrogént (illetve az I. főcsoport elemeit) mindig +1 oxidációs számmal jellemezhetjük, kivéve a fém-hidrideket, ahol ez −1.
- Több atomból álló atomcsoport (vegyületek, molekulák) esetén az egyes atomok oxidációs számainak összege megegyezik az atomcsoport elektromos töltésével. Tehát a kifelé semleges töltést mutató molekulák esetén az oxidációs számok összege 0. Ha az oxidációs számok összege nem 0, akkor a részecske elektromos töltéssel rendelkezik, amelyet egyszerű, vagy összetett ionnak nevezünk.

A fenti szabályok alapján gyakorlatilag minden esetben ki tudjuk számolni az oxidációs számokat.

## Az oxidációs számok változásai
Az oxidációs számok változása oxidációt illetve redukciót jelent. (A két folyamat egymástól sohasem választható el!) Az ilyen változással járó folyamatokat redoxi-reakcióknak nevezzük.
Az oxidációs számokat a kémiai egyenletekben az adott atomok vegyjele fölé írjuk, így könnyen számolhatunk velük, és követhetjük a változásokat.
Példa:
```
+7        +2           +2       +3

MnO
−
4
  + 5 Fe
2+
  + 8H
+
 → Mn
2+
 + 5 Fe
3+
 +4 H
2
O
```

Ebben a példában a permanganátban lévő mangán(VII) savas közegben 5 elektron felvételével mangán(II)-vé redukálódott, miközben a vas(II) (ferro-ion) 1 elektron leadásával vas(III) (ferri) ionná oxidálódott. Mivel a redoxi-reakció során a felvett és leadott elektronok száma megegyezik, ezért a fenti esetben egy permanganát-ion 5 Fe2+ iont oxidál.

## Az oxidációfok
Vannak változó vegyértékű elemek – mint a fentebbi példában a mangán és a vas – amelyeknek az oxidációs száma többféle is lehet. Ha egy molekula tartalmaz legalább két azonos, de különböző oxidációs számú atomot – például Fe3O4-ban a Fe –, akkor abban az atom oxidációs számainak a súlyozott számtani átlagát oxidációfoknak nevezzük.
Példa:
```
       +2 +3 +3 4×(-2)
Fe
3
O
4
   Fe Fe Fe O
4
```

A vegyületben a vas oxidációs száma + 2 és + 3, az oxidációfoka pedig + 8/3.